# Widar Nord
Widar Mikael Nord, född 5 februari 1985 i Kristianopel i Blekinge län, är en svensk publicist och företagare.

## Biografi
Widar Nord grundade 2009 nättidningen Fria Tider, en av Sveriges tidiga alternativa medier, som han driver som publisher genom det estniska aktiebolaget FT News Group OÜ. Han stod även under en tid som kontaktperson för domännamnet till det främlingsfientliga nätverket Granskning Sverige.

### Tvist med Swedbank
Nord vann år 2020 en tvist i domstol mot Swedbank sedan banken sagt upp ett av hans privata bankkonton. Swedbank motiverade uppsägningen med att den hade "otillräcklig kundkännedom" och att bedömningen därför var att kundförhållandet var förenat med hög risk för penningtvätt och finansiering av terrorister. Nord stämde då Swedbank och yrkade att den enligt honom helt obefogade uppsägningen skulle ogiltigförklaras av domstol.
Stockholms tingsrätt konstaterade att det inte fanns några tecken på misstänkt brottslighet eller penningtvätt och att uppsägningen var obefogad. Enligt domstolen kunde Widar Nords inkomster på kontot "inte anses vara svåra att spåra" till legitima källor och utgifterna bestod enligt tingsrätten mest av "sedvanlig konsumtion inom EU". Swedbank dömdes att återaktivera Widar Nords konto samt att stå för Nords rättegångskostnader som uppgick till knappt 257 000 kronor.